# تالبة (القفر)

تعديل مصدري - تعديل

تالبة هي إحدى قرى عزلة بني مسلم بمديرية القفر التابعة لمحافظة إب، بلغ تعداد سكانها 257 نسمة حسب تعداد اليمن لعام 2004.